# احتلال الولايات المتحدة لنيكاراغوا
كان احتلال الولايات المتحدة لنيكاراغوا منذ عام 1912 وحتى عام 1933 جزءًا من حروب الموز، عندما غزا الجيش الأمريكي العديد من دول أمريكا اللاتينية منذ عام 1898 وحتى عام 1934. بدأ الاحتلال الرسمي في عام 1912، على الرغم من وجود العديد من الاعتداءات الأخرى من قبل الولايات المتحدة على نيكاراغوا طوال هذه الفترة. هدفت التدخلات العسكرية الأمريكية في نيكاراغوا لإيقاف أي دولة أخرى باستثناء الولايات المتحدة الأمريكية من بناء قناة نيكاراغوا.
التزمت نيكاراغوا بوضع شبه المحمية بموجب معاهدة بريان شامورو عام 1916. عارض الرئيس هربرت هوفر (1929-1933) العلاقة. وأخيرًا، في عام 1933 أنهى الرئيس فرانكلين دي. روزفلت، مستشهدًا بسياسة حسن الجوار الجديدة التي اتبعها، التدخل الأمريكي.

## الصراعات

### تمرد إسترادا (1909)
في عام 1909 واجه رئيس نيكاراغوا خوسيه سانتوس زيلايا من الحزب الليبرالي معارضة من حزب المحافظين، بقيادة الحاكم خوان خوسيه إسترادا من بلوفيلدز الذي حصل على دعم من حكومة الولايات المتحدة نتيجة قيام رجال الأعمال الأمريكيين بتقديم المساعدة المالية لتمرد إسترادا على أمل الحصول على امتيازات اقتصادية بعد انتصار التمرد. كان للولايات المتحدة وجود عسكري محدود في نيكاراغوا، إذ سيرت دورية واحدة فقط مكونة من سفينة تابعة للبحرية الأمريكية قبالة ساحل بلوفيلدز، زعموا أنها تحمي حياة ومصالح المواطنين الأمريكيين الذين عاشوا هناك. سعى حزب المحافظين للإطاحة بزيلايا ما أدى إلى تمرد إسترادا في ديسمبر 1909. ألقي القبض على اثنين من الأمريكيين، ليونارد غروس ولي روي كانون، ووجهت لهما تهمة الانضمام إلى التمرد وزرع الألغام. أمر زيلايا بإعدام الأمريكيين، ما أدى إلى قطع العلاقات الأمريكية.
استولت قوات شامورو والجنرال النيكاراغواي خوان إسترادا، كل منهما قيادي للتمرد المحافظ ضد حكومة زيلايا، على ثلاث مدن صغيرة على الحدود مع كوستاريكا وأثارا تمردًا مفتوحًا في العاصمة ماناغوا. انتقلت السفن الحربية البحرية الأمريكية التي كانت تنتظر قبالة المكسيك وكوستاريكا إلى موقعها.
توضعت طرادات الحماية يو إس إس دي موين (سي إل-17)، ويو إس إس تاكوما (سي إل-20)، وكولير يو إس إس (إيه جي-1) في المرفأ في بلوفيلدز، نيكاراغوا، وعلى الساحل الأطلسي يو إس إس بريري (إيه دي-5) في طريق كولون، بنما، مع 700 من مشاة البحرية. في 12 ديسمبر 1909 وصلت ألباني مع 280 جنديًا في البحرية، وزورق حربي يو إس إس يوركتاون (بّي جي-1) مع 155، إلى كورينتو، نيكاراغوا، للانضمام إلى الزورق الحربي يو إس إس فيكسبيرغ (بّي جي-11) مع طاقمه المكون من 155، وزعموا أنها لحماية المواطنين الأمريكيين والممتلكات على ساحل المحيط الهادئ من نيكاراغوا.
استقال زيلايا في 14 ديسمبر عام 1909، واختير خليفته، خوسيه مادريز، بالتصويت بالإجماع من قبل الجمعية الوطنية الليبرالية النيكاراغوية في 20 ديسمبر 1909. نبه وزير الخارجية الأمريكي فيلاندر سي. نوكس إلى أن الولايات المتحدة لن تستأنف العلاقات الدبلوماسية مع نيكاراغوا حتى يثبت مادريز أن حكومته «حكومة مسؤولة... مستعدة لتقديم تعويضات عن الأخطاء» التي ارتكبت ضد المواطنين الأمريكيين. رافق حرس مسلح زيلايا، الذي قدم طلبه للجوء إلى المكسيك، إلى القارب الحربي المكسيكي الجنرال غيريرو وغادر كورينتو متوجهًا إلى سالينا كروز في المكسيك ليلة 23 ديسمبر، مع وقوف ألباني دون اتخاذها أي إجراء.
باعتبارها سفينة القيادة في أسطول نيكاراغوا الاستكشافي، تحت قيادة الأميرال ويليام ويرت كيمبل، أمضت ألباني الأشهر الخمسة التالية في أمريكا الوسطى، معظمها في كورينتو، مع الحفاظ على حياد الولايات المتحدة في التمرد المستمر، وأحيانًا تحت انتقادات الصحافة الأمريكية والمصالح التجارية التي كانت مستاءة من موقف كيمبل «الودي» تجاه إدارة مادريز الليبرالية. وبحلول منتصف مارس 1910، بدا أن التمرد الذي يقوده إسترادا وشامورو قد انهار، ومع القوة الواضحة وغير المتوقعة لمادريز، أكمل أسطول الاستطلاع النيكاراغوي الأمريكي انسحابه من مياه نيكاراغوا.
في 27 مايو 1910 وصل الرائد في سلاح مشاة البحرية الأمريكية سميدلي بتلر إلى ساحل نيكاراغوا مع 250 جندي بحرية، بهدف توفير الأمن في بلوفيلدز. أدان وزير خارجية الولايات المتحدة فيلاندر نوكس تصرفات زيلايا، لصالح إسترادا. استسلم زيلايا للضغوط السياسية الأمريكية وفر من البلاد تاركًا خوسيه مادريز خلفًا له. وكان على مادريز أن يواجه بدوره تقدمًا من قبل قوات المتمردين الشرقية التي أعيد تنشيطها، والتي أدت في النهاية إلى استقالته. في أغسطس 1910 أصبح خوان إسترادا رئيسًا لنيكاراغوا مع اعتراف رسمي من الولايات المتحدة.